# 가약군
대수기하학에서 가약군(可約群, 영어: reductive group)은 그 군 표현론이 특별히 규칙적인 대수군이다. 표수가 0인 경우, 기약군의 모든 표현은 기약 표현으로 완전히 분해된다.

## 정의
대수적으로 닫힌 체 {\displaystyle K}에 대한 선형 대수군 {\displaystyle G}가 주어졌다고 하자. {\displaystyle G}의 근기(영어: radical) {\displaystyle {\sqrt {G}}}는 단위원을 포함하는 연결 성분 {\displaystyle G_{0}}의 최대 연결 가해 부분군이다. 근기는 항상 존재하며, 항상 닫힌 부분군이다. 만약 {\displaystyle G}의 근기가 자명군이라면,  {\displaystyle G}를 반단순 대수군(영어: semisimple algebraic group)이라고 한다.
그렇다면, 다음 두 조건이 서로 동치이며, 이를 만족시키는 {\displaystyle G}를 가약군이라고 한다.
- {\displaystyle G}의 근기 속에서, 1이 아닌 모든 원소들이 멱일원이 아니다.
- {\displaystyle G_{0}}는 반단순 대수군과 대수 원환면(영어: algebraic torus)의 곱이며, 이 두 군은 {\displaystyle G_{0}}의 닫힌 부분군을 이룬다.

## 성질
만약 대수적으로 닫힌 체에 대한 대수군{\displaystyle G}의 모든 {\displaystyle K}-벡터 공간 표현이 기약 표현들로 유일하게 분해된다면, {\displaystyle G}는 기약군이다. 그 역은 표수 0에서 성립하지만, 양의 표수에서는 성립하지 않는다.
만약 {\displaystyle K}가 표수가 0인 대수적으로 닫힌 체라면, 다음 세 조건이 서로 동치이다.
- {\displaystyle G}는 가약군이다.
- {\displaystyle G}의 모든 {\displaystyle K}-벡터 공간 표현은 기약 표현들로 유일하게 분해된다.
- {\displaystyle G}의 리 대수 {\displaystyle {\mathfrak {g}}}가 가약 리 대수이다. 즉, 딸림표현 {\displaystyle {\mathfrak {g}}}는 기약 표현들로 유일하게 분해된다.

복소수체에 대하여, 다음 두 조건이 서로 동치이다.
- {\displaystyle G}는 복소 가약군이다.
- {\displaystyle G}의 단위원의 연결 성분 {\displaystyle G_{0}}은 콤팩트 연결 실수 리 군의 복소화이다.

## 예
대수적으로 닫힌 체 {\displaystyle K}에 대하여, 다음과 같은 군들이 기약군이다.
- 곱셈군 {\displaystyle K^{\times }=K\setminus \{0\}}
- 대수 원환면 {\displaystyle (K^{\times })^{m}}
- 일반선형군 {\displaystyle \operatorname {GL} (n;K)}. 이는 반단순군이 아니다.
- 특수선형군 {\displaystyle \operatorname {SL} (n;K)}. 이는 반단순군이다.
- {\displaystyle K}-이차 형식 {\displaystyle Q}에 대하여, 특수직교군 {\displaystyle \operatorname {SO} (Q)}.

반면, 다음과 같은 군들은 가약군이 아니다.
- 아벨 다양체는 선형 대수군이 아니므로 가약군이 아니다. 특수한 경우로, 덧셈군 {\displaystyle K}나 타원 곡선이 있다.

## 같이 보기
- 안정점

## 참고 문헌
- Springer, Tonny A. (1998). 《Linear algebraic groups》. Progress in Mathematics (영어) 9 2판. Birkhäuser. doi:10.1007/978-0-8176-4840-4. ISBN 978-0-8176-4839-8. MR 1642713. Zbl 1202.20048.
- Borel, A.; J. Tits (1965). “Groupes réductifs”. 《Publications Mathématiques de l’Institut des Hautes Études Scientifiques》 (프랑스어) 27 (1): 55–150. doi:10.1007/BF02684375. ISSN 0073-8301. MR 0207712. Zbl 0145.17402. 
  - Borel, A.; J. Tits. “Compléments à l’article «Groupes réductifs»”. 《Publications mathématiques de l’IHÉS》 (프랑스어) 41 (1): 253–276. doi:10.1007/BF02715545. ISSN 0073-8301. MR 315007. Zbl 0254.14018.